# Hole-洞
『Hole-洞』（原題：洞、英題：The-Hole）は、1998年の台湾映画。

## 概説
ツァイ・ミンリャン監督が手がけた一風変わった異色青春SFミュージカルコメディ。随所にかつて香港で一世を風靡した50～60年代を代表する女性歌手グレース・チャンの曲が印象的な使われ方をされているのも特徴である。

## 内容
ゴキブリが蔓延する古びたマンションの住人の青年と水漏れと雨漏りで悩む下の階の女性が業者が空けてしまった穴によって男女を繋ぐきっかけになっていくが…。

## スタッフ
- 監督・脚本：ツァイ・ミンリャン

- 脚本：ヤン・ピーイン
- 撮影：リャオ・ペンロン
- 編集：シャオ・ユークァン

## キャスト
- ヤン・クイメイ
- リー・カンション
- ミャオ・ティエン
- トン・シャンチュ